# 滝川あずさ
滝川 あずさ（たきがわ あずさ、1987年7月18日-)は、日本の元プロレスラー。現役時代は東京女子プロレスに所属していた。東京都出身。

## 経歴
2015年
- 5月23日 - 東京女子プロレス北沢タウンホール大会にて4人の練習生のうちの一人として紹介される。
- 6月20日 - 王子BASEMENT MON☆STAR大会にて中島翔子と共に初の前説。
- 7月18日 - 横浜ラジアントホール大会にて欠場中だったえーりんと共に歌のコーナーに登場。
- 8月29日 - 王子大会にて9・22新宿FACE大会でのデビューを発表。
- 9月21日 - 正式リングネーム「滝川あずさ」となることが発表。

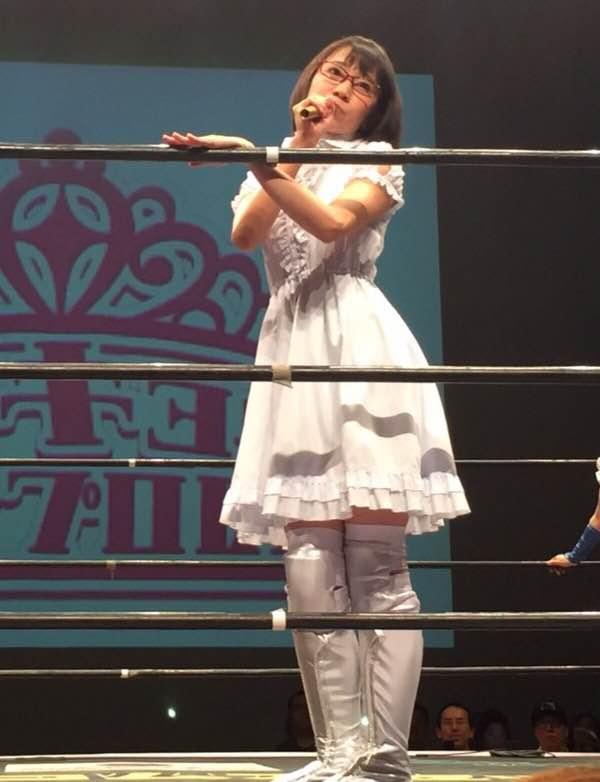
デビュー当時

- 9月22日 - 新宿FACE大会にて山下実優とのシングルマッチでデビュー。試合は山下のアティチュード・アジャストメントで敗北。

2016年
- 1月28日 - アウト×デラックスに出演。
- 10月29日 - のの子とのシングルマッチに敗北後、のの子を誘い「婚勝軍」を結成。結婚情報誌による攻撃で一世を風靡。

2017年

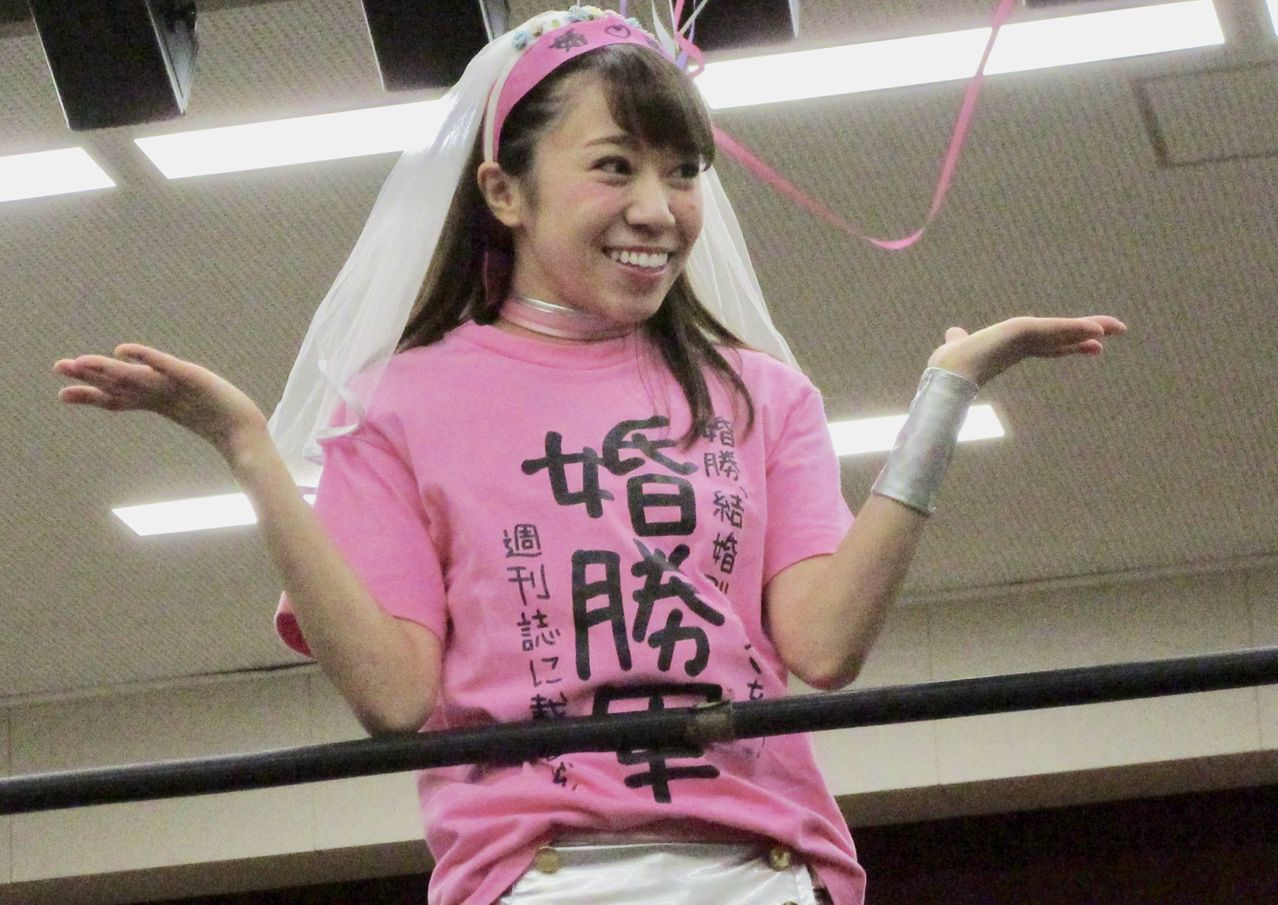
婚勝軍の滝川あずさ

- 3月24日 - 福岡ヤフオクドームでおこなわれた福岡ソフトバンクホークス対広島東洋カープ[2]にて、監督への花束贈呈[3]で登場。また同大会の始球式は高木三四郎が務めた。
- 4月8日 - 成増アクトホール大会にて優宇の保持するTOKYOプリンセス・オブ・プリンセス王座に、デビュー以来未勝利のまま挑戦するも片羽絞めに敗れる。
- 6月4日 - 新宿FACE大会にて伊藤麻希とデビュー未勝利同士の対決。結果は両者リングアウトでどちらにも勝利は付かず。
- 7月30日 - 新宿FACE大会にて伊藤麻希とデビュー未勝利同士の再対決。結果はまたも両者リングアウトでまたしてもどちらにも勝利は付かず。
- 8月26日 - 後楽園ホール大会にて伊藤麻希とデビュー未勝利同士のアイドル・ランバージャックマッチによる完全決着対決。結果は抱え込み式逆エビ固めで敗北。
- 10月14日 - 横浜ラジアントホール大会をもって婚勝軍解散。
- 11月3日 - 新木場1stRing大会にてのどかおねえさんよりシングル初勝利。
- 11月23日 - 新宿FACEにて沙希様とシングルで対戦し敗北。試合後に現れたユキオ・サンローランによって拉致され行方不明となる。
- 12月10日 - 新木場大会にて、沙希様によりシスターに教育されNEO美威獅鬼軍入りした「アズサ・クリスティ」として登場。

2018年

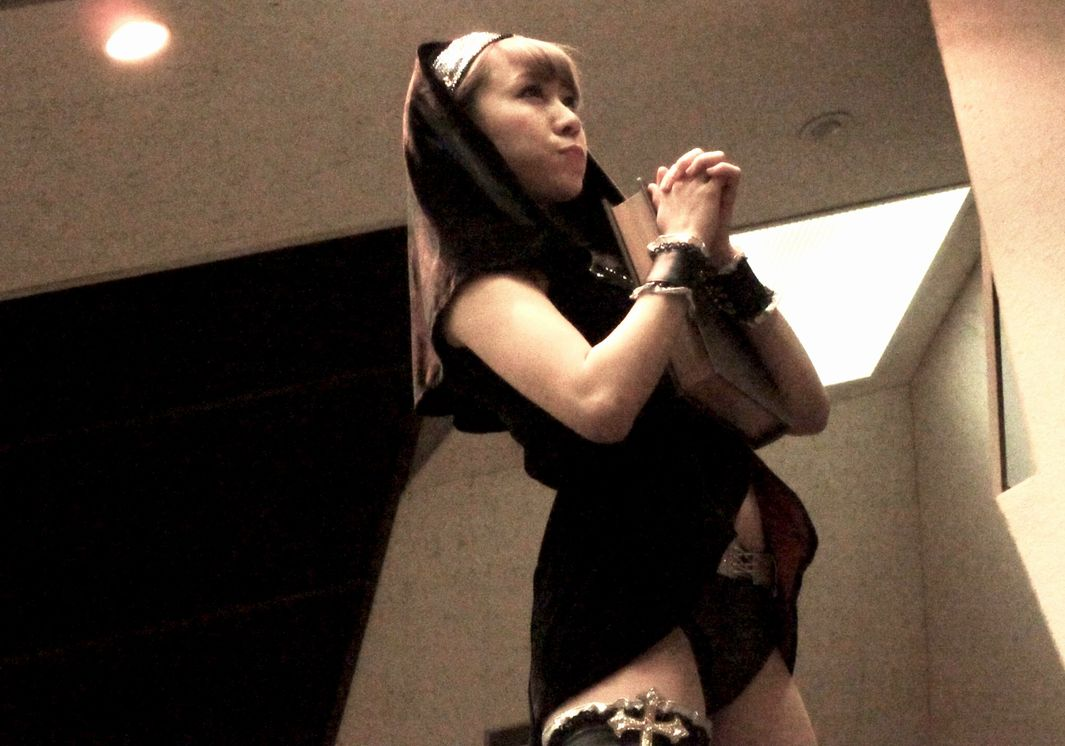
アズサ・クリスティ

- 2月3日 - 練馬Coconeriホール大会にてみらクりあんずの保持するTOKYOプリンセスタッグ王座に沙希様と共に挑戦しこれに勝利し王座戴冠。自身初のベルト戴冠となる。
- 3月25日 - DDT両国国技館にて東京女子提供試合として出場。開始前のアンダーマッチではなく本戦へは初出場となる。
- 7月21日 - 新木場大会にて、同じくNEO美威獅鬼軍のマーサとの仲違いから沙希様の逆鱗に触れ、アズサを庇ったユキオ・サンローランと共に次回新宿大会にて対戦することとなる。
- 8月4日 - 新宿FACE大会にてユキオとのタッグで沙希様＆マーサと対戦するも敗北。沙希様は「一人の立派なレディになった」と称賛しNEO美威獅鬼軍からの独り立ちを促す言葉をかけ退場。残されうろたえるアズサの元に婚勝軍のパートナーであったのの子が現れ、結婚情報誌を手渡し「あなたの夢はアナウンサーになること、そして結婚することでしょうが！」の言葉に記憶を取り戻す。直後、結婚情報誌を頭に落とし失神。アズサ時代の記憶が抜け落ちてしまう。
- 8月12日 - 板橋大会にて坂崎ユカと対戦、滝川あずさとしては9ヶ月ぶりの復帰。試合ではかつてのマイクパフォーマンスに加え、不発ながらクリスティ・アガペも使用[4]するも敗北。
- 8月14日 - HARAJUKU Abema STUDIOにて行われた記者会見にて、10月27日の新木場大会をもって東京女子プロレスを卒業、引退することを発表。
- 8月25日 - 自身最後となる後楽園ホール大会にて赤井沙希とシングルマッチ。クリスティ・アガペを決めるも返され、新人賞に沈む。
- 10月27日 - 新木場1stRING大会にて、所属及び定期参戦選手全員と戦う1対16の3本勝負という特別ルールで卒業試合が行われた。途中のトレイン攻撃には欠場中の辰巳リカと小橋マリカ、卒業後スタッフとして関わっているミウラアカネ、団体代表の甲田哲也も参加。中島翔子から1本目のフォールを取られた直後には、おフランスより緊急来日した沙希様も参戦し一騎打ちとなり2本目を取る。3本目は山下実優と一騎打ちの形になり、クラッシュラビットヒートが決まるも号泣しフォールできない山下に対し、マイクを要請し「滝川あずさ、最後のニュースをお伝えします。プロレスラー人生に悔いなし。私のプロレスラー人生を、これからの東京女子プロレスのみんなに捧げます…ギブアップ」という言葉で28分を超える試合に決着。試合後、卒業セレモニーを行い3年間のプロレスラー人生を終えた。
- 卒業後は東京女子プロレスの受付業務他、スタッフとして活動。

2020年
- 6月29日 - WRESTLE UNIVERSEのトーク番組「東京女子プロレスのときめきプリンセスnight」にて結婚および7月末でのDDTプロレスリング寿退社を発表。退社後も東京女子プロレスの煽りVのナレーションを担当。

2023年
- 7月29日 - 第一子が誕生。

## 人物
- 高校生時代は千葉ロッテマリーンズのチアパフォーマー「M☆Splash!!」も経験[5]。
- 2007年3月より、高澤梓の名義で松田ちかこ（現・プリマベーラのCHIKA）との現役女子大生アイドルユニット「Aime」として活動。同年8月1日、CD「夏モード☆」をリリース。12月に活動休止[6][7]。2017年6月4日の東京女子プロレス新宿FACE大会にて一夜限りの復活。
- 2008年の日テレジェニックのオーディションに参加するも落選。同オーディションにはのの子も参加していた。また、両者とも「アニー」のオーディションも受けた経験あり。
- 白百合女子大学文学部フランス語フランス文学科卒業。在学中にミス・キャンパスにも選ばれる。
- 幼い頃からアナウンサーを目指しており、大学在学中からアナウンススクールに通っていたが、就職活動にて受けた放送局・アナウンサー事務所全てに書類で落ちる。
- テレビで新日本プロレス中継を見てリングアナの存在を知り、東京女子プロレスに「リングアナをやらせてほしい」と問い合わせた際、代表の甲田哲也に「まずはレスラーをやらないか」と誘われ、2015年1月に入団し練習生となる。
- 練習生時代の名前は「あずさ（仮）」。東京女子プロレスを追ったドキュメントDVD「爆音セレナーデ」ではこの頃にインタビューを受けている。
- リングネームは偉大な女子アナにあやかって決定[8]。入場時にはメガネをかけて登場する。
- 昼間はOLとして働いている[9]。
- 2015年、TOKYO MXアニバーサリーアナウンサーのオーディションに参加、2次審査の15名まで残るも落選[9][10]。

## 得意技
トラースキック
初勝利を上げた際のフィニッシュ技。初期は回し蹴り気味に出していた。アズサ・クリスティ期は両膝を蹴って跪かせてからの顔面狙いで使用。
放送コード・ブレイカー
Xファクター
エルボー・スタップ
結婚したいダイビングエルボー
婚勝軍時代の技。コーナートップに登り、ベールを装着し結婚マーチを歌いつつ「あー！結婚したーい！」と叫びながら放つダイビングエルボースタップ。
実況
試合中にマイクを持ち実況を始める。技を決められている際はロープブレイクしたという嘘の実況をして技を解かせる。
クリスティ・アガペ
アズサ・クリスティのフィニッシャー。フルネルソンからのフェイスバスター。ザ・ミズのスカル・クラッシング・フィナーレと同型。滝川あずさの記憶を取り戻してからはブロードキャスターとして使用。
変形ソル・ナシエンテ
アズサ・クリスティ以降の得意技。オリジナルの吉野が自身の右手は足の右外側・左手は足の間から相手の手首を掴み腕を極めているのに対し、アズサは自身の両足の間で相手の両手首をクラッチする。

### 合体技
パドドゥ
沙希様との合体技。沙希様が相手をデッドリフトで捕らえたところにアズサがコードブレイカーを叩き込む。

## 入場曲
I Don't Know! ／ BaBe
イントロにFNNニュースのテーマが付随する。
愛は勝つ ／ KAN
婚勝軍時のテーマ曲。在籍当時はシングルマッチでもこちらを使用。
いつくしみ深き ／ 讃美歌
NEO美威獅鬼軍のアズサ・クリスティとしてのテーマ曲。インスト音源を使用。
青春第二章 ／ オリジナル
2018年8月に滝川あずさに戻ってからのテーマ曲。CD版ではイントロにFNNニュースのテーマに似た曲が付随する。

## タイトル歴

### アズサ・クリスティ
東京女子プロレス
- 第2代TOKYOプリンセスタッグ王座(パートナーは沙希様)